# Kuddewörde

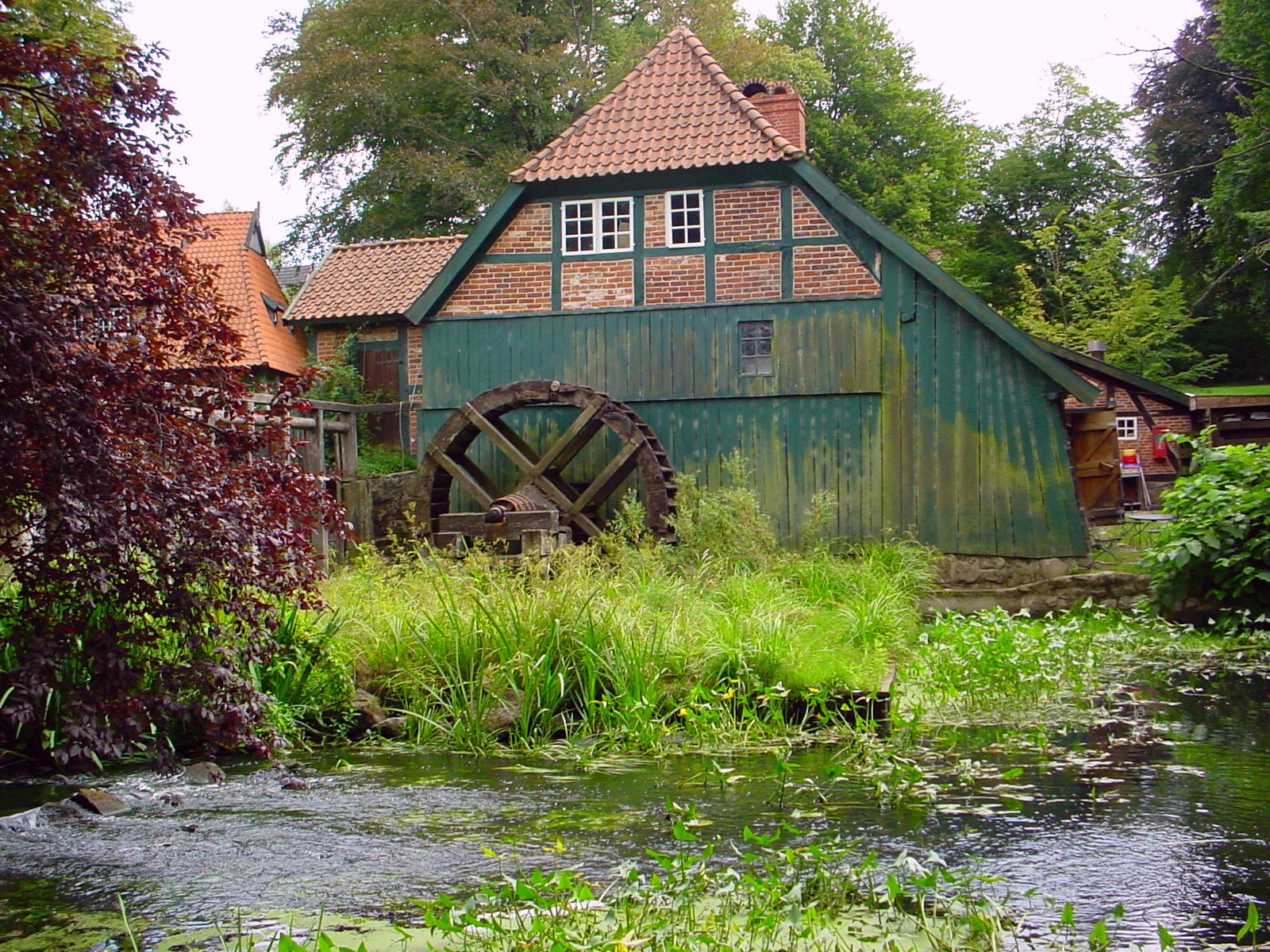
Grander Mühle

Kuddewörde ist eine Gemeinde im Kreis Herzogtum Lauenburg in Schleswig-Holstein.

## Geographie

### Lage
Das Gemeindegebiet von Kuddewörde liegt am südöstlichen Ufer  (orographisch links) der Bille, die im Nordwesten die Grenze zur Gemeinde Grande im Kreis Stormarn bildet. Im Südwesten grenzt Kuddewörde an den Sachsenwald.

### Gemeindegliederung
Die Gemeinde Kuddewörde wird siedlungsstrukturell in das namensgebende Kirchdorf und den Ortsteil Kuddewörde II als weiteren Wohnplatz gegliedert.

## Geschichte
Kuddewörde setzt sich heute aus den ehemaligen Gemeinden Kuddewörde und Rotenbek zusammen, das 1936 in die Gemeinde Kuddewörde eingegliedert wurde.
Kuddewörde, mit dem altsächsischen Namen Kuthenworden, und Rotenbek wurden 1230 erstmals urkundlich im Zehntenregister des Bischofs in Ratzeburg erwähnt. Ein Bergfried Herzog Erichs IV. von Sachsen-Lauenburg wurde in einer Auseinandersetzung mit den Hansestädten Hamburg und Lübeck im Jahr 1420 zerstört. Herzog Johann IV. von Sachsen-Lauenburg stiftete 1495 ein Kloster der Wilhelmiten mit einem Hospital. Das Kloster Kuddewörde bestand bis zur Reformation, danach bis 1698 als Armenhaus. Die Gebäude wurden 1780 abgerissen. Die Burg Kuddewörde aus dem 15. Jahrhundert wurde bereits 1585 abgerissen.

## Politik

### Gemeindevertretung
Bei der Kommunalwahl am 14. Mai 2023 wurden insgesamt 13 Sitze vergeben. Von diesen erhielten die Aktiven Bürger Kuddewörde neun Sitze und "DIE BRÜCKENBAUER" – Miteinander für Kuddewörde erhielt vier Sitze.

### Wappen
Blasonierung: „In Rot über einem gesenkten, schrägen silbernen Wellenbalken ein silberner, einen Stein haltender Kranich. Im rechten Obereck ein silbern gesäumtes blaues Tatzenkreuz.“

## Verkehrsanbindung
Die Bundesautobahn 24 ist über die Anschlussstelle Schwarzenbek bei Kasseburg in Richtung Berlin und die Anschlussstelle Witzhave in Richtung Hamburg erreichbar. Die B 404 ist über die Anschlussstelle Grande erreichbar.

## Kultur und Sehenswürdigkeiten
In der Liste der Kulturdenkmale in Kuddewörde stehen die in der Denkmalliste des Landes Schleswig-Holstein eingetragenen Kulturdenkmale.
- St.-Andreas-Kirche aus dem 13. Jahrhundert
- Grander Mühle